# Arturo Maffei
Arturo Maffei (Viareggio, 9 novembre 1909 – Torre del Lago Puccini, 17 agosto 2006) è stato un lunghista e calciatore italiano, uno dei migliori rappresentanti dell'atletica leggera italiana degli anni trenta, che videro il movimento italiano raccogliere successi insperati.

## Carriera
Atleta poliedrico, fu, all'inizio della sua attività sportiva, combattuto fra il calcio e l'atletica. Il marchese Luigi Ridolfi, Presidente della ACF Fiorentina (calcio) e della Giglio Rosso (atletica), rinunciò al suo portiere di riserva per farlo diventare un saltatore in lungo. Maffei vinse il suo primo titolo italiano nel 1930 a Udine, riuscendo a battere Virgilio Tommasi (padre del giornalista Rino) e il compaesano compagno di squadra Guido Cortopassi.
Collezionò altre sette maglie tricolori e, con otto titoli di campione italiano, è il saltatore in lungo più titolato in Italia.
La Nazionale italiana vide Maffei indossare per ben 25 volte la maglia azzurra, fra Olimpiadi (1936) e Campionati europei (1934 e 1938). Il saltatore della Giglio Rosso migliorò per ben tre volte il primato italiano della specialità, fino a raggiungere i 7,73 m il 4 agosto nel corso della “storica” finale di Berlino 1936, che vide il successo di Jesse Owens. In quella gara Maffei fallì il bronzo per un solo centimetro e questo fatto costituì il grande cruccio della sua vita. Il primato di Berlino ha resistito per ben 32 anni, fino a quando Giuseppe Gentile non lo superò il 17 agosto 1968, saltando 7,91 m.
Maffei partecipò anche a due Campionati Inglesi (considerati la massima rassegna mondiale dell'epoca, giochi olimpici a parte). Nel 1931 giunse secondo con 7,06 m, mentre nel 1938 vinse il titolo con la misura di 7,52m, che costituì il primato dei campionati. Nei Campionati europei non ebbe buoni risultati. Nel 1934 giunse solamente quinto, mentre a Parigi nel 1938 si classificò al secondo posto con la misura di m 7,61, nonostante avesse una caviglia in disordine. Nel 1941 abbandonò l'attività agonistica e tornò al calcio, la sua prima passione. L'ACF Fiorentina lo accolse nel suo staff tecnico, dove rimase fino al campionato 1955-1956, anno del primo scudetto viola della storia.
Negli ultimi anni di vita gli fu riconosciuto un vitalizio ai sensi della legge Giulio Onesti.

## Palmarès

### Calcio
- Campionato italiano di Serie B: 1

Fiorentina: 1930-1931

### Atletica
1934
- Argento ai campionati italiani assoluti, salto in lungo - 7,10 m

1936
- Argento ai campionati italiani assoluti, staffetta 4x100 m - 42"5

1941
- Bronzo ai campionati italiani assoluti, salto in lungo - 6,88 m